# Southwest Research Institute
Le Southwest Research Institute (SwRI) est un laboratoire de recherche appliquée et de développement américain dont le siège se trouve à San Antonio dans le Texas. Il s'agit d'un des plus importants laboratoires américains privés de recherche appliquée : il emploie plus de 3 000 personnes réparties dans 11 divisions couvrant un très large spectre dans le domaine de l'ingénierie et des sciences physiques. Il dispose d'un budget de plus d'un demi milliard $ provenant pour la moitié du gouvernement américain et pour l'autre moitié du secteur privé. Ses domaines de compétences comprennent notamment l'avionique, la robotique, l'énergie, la propulsion des véhicules routiers, la chimie, le traitement des signaux, le développement d'instruments pour les missions spatiales.